# Oslo bispegård

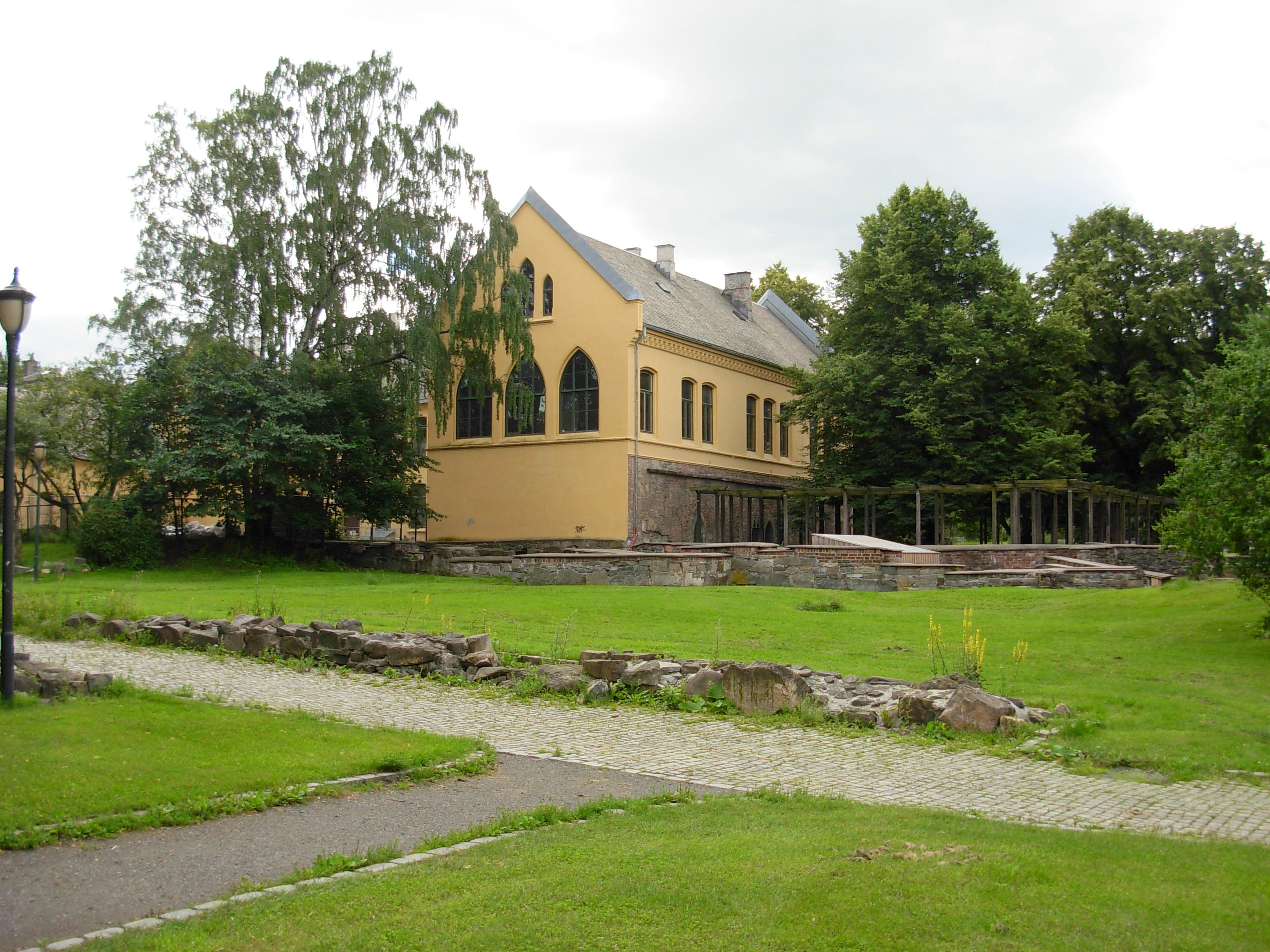
Oslo bispegård med rester av Olavsklostret

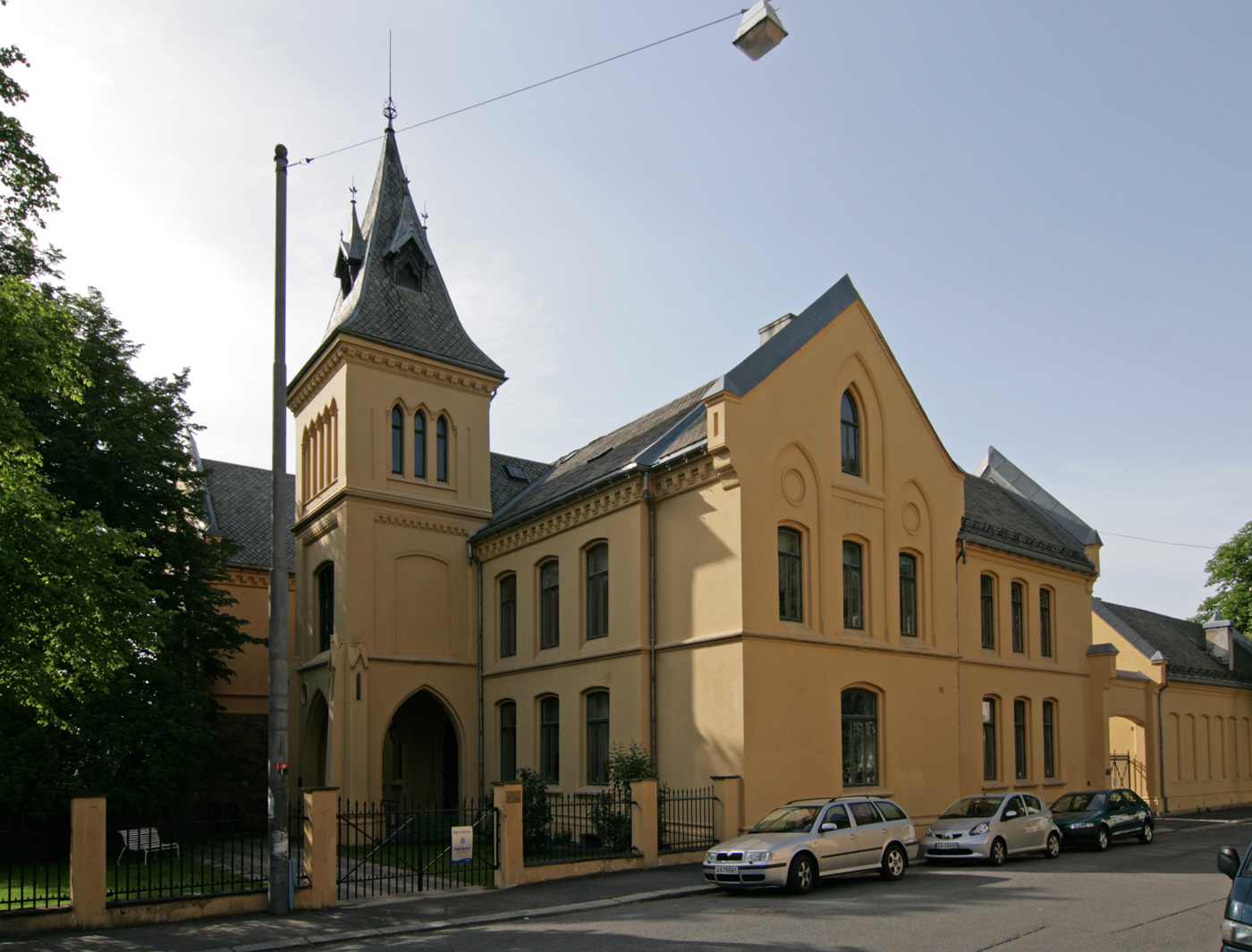
Oslo bispegård sedd från Egedes gate

Oslo bispegård uppfördes ursprungligen 1623 på platsen för det tidigare Olavsklostret. Den nuvarande byggnaden byggdes i nygotik på 1880-talet efter ritningar av Henrik Thrap-Meyer.
Oslo har varit biskopssäte sedan omkring 1070. Den äldsta biskopsgården låg på nordsidan av Oslo torg, strax väster om Hallvardskatedralen. Från omkring 1300 byggdes den på med bland annat ett torn och en befästningsmur och fick därför namnet Oslo bispeborg. Oslo ladegård uppfördes senare 1725 på ruinerna av den gamla biskopsborgen.
Från 1554 har Oslos biskop haft den östra flygeln av högmedeltidens dominikanerkloster Olavsklostret som residens. År 1623 byggdes denna flygel om till en modernare biskopsgård. På grund av förfall lades biskopsgården ut för försäljning 1874, eftersom ingen köpare anmälde sig så revs huset 1882 efter ett beslut i Stortinget. Medeltidsdelen bevarades dock och 1883–1884 uppfördes en ny biskopsgård ovanpå källaren till klostrets tidigare östra flygel. Åren 1999–2000 renoverades biskopsgården invändigt, och fasaderna återfick sin ursprungliga kulör. 
Huset har använts för kontor och fram till mitten av 1980-talet också som biskopens bostad. Från 1986 har Oslo bispegård helt och hållet används som kyrkliga kontorslokaler för Oslo stift. 
Oslo bispegård är ett byggnadsminne.